# Avery Schreiber
Pour les articles homonymes, voir Schreiber.
Avery Lawrence Schreiber est un acteur américain né le 9 avril 1935 à Chicago dans l'Illinois et mort le 7 janvier 2002 à Los Angeles en Californie (États-Unis).

## Biographie

### Mort
Avery Schreiber est mort d'un infarctus du myocarde le 7 janvier 2002 à Los Angeles en Californie.

## Filmographie
- 1965 à la télévision 1965 : My mother the car (Une mère pas comme les autres)
- 1967 : Our Place (série télévisée) : Host (July 2-September 3, 1967)
- 1968 : Operation Greasepaint (TV) : Spivak
- 1969 : Here Comes the Grump (série télévisée) (voix)
- 1969 : The Monitors (en) de Jack Shea : Max
- 1969 : Don't Drink the Water : Sultan
- 1971 : Story Theatre (série télévisée)
- 1971 : Escape (TV) : Nicholas Slye
- 1972 : Deadhead Miles (en), de Vernon Zimmerman : The Boss
- 1972 : Second Chance (TV) : Roberto Gazzari
- 1973 : Southern Double Cross
- 1973 : The Burns and Schreiber Comedy Hour (série télévisée) : Host
- 1974 : The Harlem Globetrotters Popcorn Machine (série télévisée) : Mister Evil
- 1975 : Sammy and Company (série télévisée)
- 1975 : Ben Vereen... Comin' at Ya (série télévisée) : Regular Performer
- 1976 : Le Pirate des Caraïbes (Swashbuckler) de James Goldstone : Polonski
- 1977 : Mon « Beau » légionnaire : Sheikh's Aide & Camel Salesman
- 1977 : Lindsay Wagner: Another Side of Me (TV)
- 1977 : Don't Push, I'll Charge When I'm Ready (TV) : Announcer
- 1978 : Christmas at Walt Disney World (TV) : Geppeto
- 1979 : Flatbed Annie & Sweetiepie: Lady Truckers (TV) : Munroe
- 1979 : Airport 80 Concorde (The Concorde: Airport '79) : Coach Markov
- 1979 : Scavenger Hunt de Michael Schultz : Zoo Keeper
- 1979 : Shérif, fais-moi peur (série TV) : "Double arnaque" (Saison 1 - Episode 13) : Wendel
- 1980 : Avery Schreiber Live from the Second City (TV)
- 1980 : Le Silence qui tue (The Silent Scream) : Sgt. Manny Ruggin
- 1980 : Galaxina : Captain Cornelius Butt
- 1980 : Loose Shoes : Theatre Manager
- 1980 : Steve Martin: All Commercials (TV)
- 1980 : More Wild Wild West (TV) : Russian Ambassador
- 1981 : Caveman : Ock
- 1981 : Les Schtroumpfs (The Smurfs) (série télévisée) : Additional Voices (voix)
- 1982 : Jimmy the Kid de Gary Nelson : Dr. Stevens
- 1984 : Cannon Ball 2 (Cannonball Run II)
- 1985 : Shadow Chasers (TV) : Jordan Kerner
- 1986 : Outlaws (TV)
- 1987 : Le Pacha et les Chats de Beverly Hills
- 1987 : Glory Years (TV)
- 1987 : Hunk : Constantine Constapopolis
- 1988 : Saturday the 14th Strikes Back : Frank Baxter
- 1988 : Scooby-Doo : Agence Toutou Risques (A Pup Named Scooby-Doo) (série télévisée) : Additional Voices (voix)
- 1990 : Wake, Rattle & Roll (série télévisée) : Grandpa Quirk
- 1965 : Des jours et des vies (Days of Our Lives) (série télévisée) : Leopold Alamain (1990)
- 1993 : Animaniacs (série télévisée) : Additional Voices (voix)
- 1993 : Sacré Robin des Bois (Robin Hood: Men in Tights) : Tax Assessor
- 1995 : Dracula, mort et heureux de l'être (Dracula: Dead and Loving It) : Peasant on Coach
- 1997 : The Lay of the Land : Dean Bill Whittier
- 1998 : The Russian Room : Old Russian Man
- 2000 : Rebel Yell : Granddaddy of Punk
- 2000 : Pedestrian
- 2001 : Dying on the Edge